# Eucithara striatissima
Eucithara striatissima é uma espécie de gastrópode do gênero Eucithara, pertencente à família Mangeliidae.